# 霍斯劳二世
霍斯劳二世（約570年—628年2月28日），人称“得胜王”（Parvez），《舊唐書》作库萨和，埃兰沙赫尔第22代君主，590年至628年在位。

## 生平
霍斯劳二世被其父荷姆茲四世的反叛者拥立继位，即位后其父被处死。但名将巴赫拉姆·楚宾此时自立为王，不承认霍斯劳的王位，霍斯劳被迫逃往东罗马帝国，在皇帝莫里斯的出兵援助下，回国击败巴赫拉姆·楚宾。霍斯劳一嗣权位稳固，便立即同东罗马帝国断绝关系，致使莫里斯未能实现其臣服埃兰沙赫尔的理想。
602年，莫里斯被谋杀，东罗马帝国内乱，霍斯劳乘机率军进攻东罗马帝国，一度占领原属于东罗马帝国的小亚细亚大部分。到了615年，巴勒斯坦、叙利亚、耶路撒冷和美索不达米亚相继被征服。621年埃及被占领。已威逼拜占庭（东罗马）国都君士坦丁堡。在也门，霍斯劳二世也有所征服。对拜占庭帝国继续实行进攻，联合阿瓦尔人一起进攻君士坦丁堡。在危急时刻，东罗马政府也考虑过迁都迦太基。结果，霍斯劳二世和阿瓦尔人联军被东罗马军队打败，被迫撤退。此后，波斯军开始屡战屡败。
东罗马帝国的新任皇帝希拉克略坚持抵抗，625年之后逐渐扭转战场形势。627年，希拉克略率领的东罗马军队在尼尼微战役中击溃波斯萨珊大军(可薩人同時在高加索向伊朗進攻)，霍斯劳二世被迫逃到泰西封。并放弃所有征服的东罗马领土，这场长达25年的战争以东罗马帝国胜利告终。

### 死亡
628年2月，其子喀瓦德二世篡位，2月28日，霍斯劳二世被喀瓦德二世处决，其余儿子也被处决。霍斯劳二世死后，波斯萨珊王朝一蹶不振，丧失复兴盛世的希望。
霍斯劳死后，萨珊王朝陷入内乱，不久即被阿拉伯帝国灭亡。